# Vila Ruiva (Fornos de Algodres)
Vila Ruiva é uma localidade portuguesa do Município de Fornos de Algodres, na antiga província da Beira Alta, região do Centro e sub-região da Serra da Estrela, que foi sede da extinta Freguesia de Vila Ruiva, freguesia que tinha 6,37 km² de área e 168 habitantes (2011), e, por isso, uma densidade populacional de 26,4 hab/km².
A Freguesia de Vila Ruiva foi extinta em 2013, no âmbito de uma reforma administrativa nacional, para, em conjunto com as Freguesias de Juncais e Vila Soeiro do Chão, formar uma nova freguesia denominada União das Freguesias de Juncais, Vila Ruiva e Vila Soeiro do Chão com a sede em Juncais.
Vila Ruiva fez parte do concelho de Linhares extinto em 24 de Outubro de 1855 e, a partir daí, passou para o concelho de Gouveia. Em 13 de Janeiro de 1898, passou a fazer parte do concelho (atual município) de Fornos de Algodres.

## População
★ Nos anos de 1864 a 1890 pertenceu ao concelho de Gouveia. Passou para o actual concelho (atual município) por decreto de 13/01/1898

| Nº de habitantes | Nº de habitantes | Nº de habitantes | Nº de habitantes | Nº de habitantes | Nº de habitantes | Nº de habitantes | Nº de habitantes | Nº de habitantes | Nº de habitantes | Nº de habitantes | Nº de habitantes | Nº de habitantes | Nº de habitantes | Nº de habitantes | Nº de habitantes |
| ---------------- | ---------------- | ---------------- | ---------------- | ---------------- | ---------------- | ---------------- | ---------------- | ---------------- | ---------------- | ---------------- | ---------------- | ---------------- | ---------------- | ---------------- | ---------------- |
| Censo            | 1864             | 1878             | 1890             | 1900             | 1911             | 1920             | 1930             | 1940             | 1950             | 1960             | 1970             | 1981             | 1991             | 2001             | 2011             |
| Habit            | 417              | 506              | 539              | 576              | 558              | 491              | 512              | 528              | 528              | 473              | 283              | 240              | 220              | 180              | 168              |
| Varº             |                  | +21%             | +7%              | +7%              | -3%              | -12%             | +4%              | +3%              | +0%              | -10%             | -40%             | -15%             | -8%              | -18%             | -7%              |

|     | 0-14 anos | 15-24 anos | 25-64 anos | 65 e + anos |
| Hab | 16 \| 7   | 27 \| 12   | 85 \| 75   | 52 \| 74    |
| Var | -56%      | -56%       | -12%       | +42%        |